# Geraldo Holzken
Geraldo Holzken (Helmond, 23 september 2006) is een Nederlands kickbokser en bokser. Hij is de zoon van ex-Glory-kampioen weltergewicht Nieky Holzken.

## Biografie
Holzken groeide op in een vechtsportfamilie en begon al op jonge leeftijd met trainen. Als amateur was hij zeer succesvol en werd hij Nederlands kampioen. Op 12-jarige leeftijd, in 2019, sprak hij al de ambitie uit om, net als zijn vader, wereldkampioen te worden.
Op 22 december 2024 maakte Holzken, op 18-jarige leeftijd, zijn professionele debuut tijdens het Boxing Influencers-evenement die hij won. Hij nam het op tegen de 32-jarige Kroaat Sandro Stanic. Voorafgaand aan zijn profdebuut nam hij deel aan de Nederlandse kampioenschappen boksen voor amateurs, waar hij de finale bereikte maar uiteindelijk verloor van Bjarne Machielse.
Holzken traint bij Team Holzken, de sportschool van zijn familie in Helmond. Hij wordt gecoacht door zijn vader, Nieky Holzken, zijn grootvader en topbokstrainer Ron Rovers. Experts prijzen de jonge Holzken om zijn technische vaardigheden, zijn scherpzinnigheid in de sport en zijn strategisch geplaatste stoten.

## Referentie
1. ↑  (en) BoxRec: Geraldo Holzken. boxrec.com. Gearchiveerd op 25 december 2024. Geraadpleegd op 22 december 2024.
2. ↑  Nieky Holzken's zoon Geraldo schittert in Nederlandse boksring: 'Wonderkind'. Vechtsport info (16 november 2024). Gearchiveerd op 25 december 2024. Geraadpleegd op 22 december 2024.
3. ↑  Geraldo Holzken (12) wil net als zijn vader Nieky wereldkampioen worden: 'Eén keer is al genoeg'. Omroep Brabant (2 juli 2019). Gearchiveerd op 12 december 2020. Geraadpleegd op 22 december 2024.
4. ↑  Profbokscarrière Geraldo Holzken begint - Dit is zijn tegenstander. Vechtsport info (21 december 2024). Gearchiveerd op 25 december 2024. Geraadpleegd op 22 december 2024.
5. ↑  Geraldo Holzken domineert in eerste prof bokswedstrijd - tegenstander kansloos. Vechtsport info (22 december 2024). Gearchiveerd op 25 december 2024. Geraadpleegd op 22 december 2024.